# NGC 3275
NGC 3275 ist eine Balken-Spiralgalaxie mit ausgedehnten Sternentstehungsgebieten vom Hubble-Typ SBab im Sternbild Luftpumpe am Südsternhimmel. Sie ist schätzungsweise 134 Millionen Lichtjahre von der Milchstraße entfernt, hat einen Durchmesser von etwa 115.000 Lj und ist Mitglied des Antlia-Galaxienhaufens welcher wiederum dem Hydra-Centaurus-Superhaufen angehört.
Im selben Himmelsareal befindet sich u. a. die Galaxie PGC 30952.
Das Objekt wurde am 1. Februar 1835 vom britischen Astronomen John Herschel entdeckt.